# إسماعيل جبل طارق
إسماعيل جبل طارق هو كان أميرال عثماني شارك في حرب الاستقلال اليونانية كقائد للأسطول المصري.